# Розбірки у Манілі
«Розбірки у Манілі» (англ. Showdown in Manila) — бойовик спільного російсько–американського виробництва. Прем'єра відбулася 18 лютого 2016 року у кінотеатрах Мінська, Москви та Санкт-Петербурга.

## Сюжет
У центрі сюжету — двоє детективів, один з яких російського походження. Їх мета — полювання на міжнародного терориста. Пошуки їх приводять до гірського табору найманців, який пильно охороняється. Для ліквідувати терористів доводиться збирати команду.

## У ролях
- Олександр Невський — Нік Пкйтон / Микола
- Ван Дін Каспер — Чарлі
- Марк Дакаскос — Метью Велс
- Тіа Каррере — місіс Велс
- Кері-Хіроюкі Тагава — Олдрік Коул
- Маттіас Г'юз — Дорн
- Дон Вілсон — Діллон
- Синтія Ротрок — Хейнс
- Олів'є Грюнер — Форд
- Дмитро Дюжев — Віктор

## Зйомки
Фільм був анонсований наприкінці 2014 року, а власне зйомки розпочалися 9 березня 2015-го. Зйомки стрічки проходили на Філіппінах, у місті Маніла та у джунглях. Фільм став дебютною режисерською роботою Марка Дакаскоса. Знімальний процес завершився у квітні 2015 року. Один з продюсерів фільму Олександр Невський назвав цей фільм альтернативною версією «Нестримних», а також заявив, що особисто приїде представляти фільм російським глядачам у Москві та Санкт-Петербурзі.

## Кастинг
У фільмі задіяно багато зірок бойовиків 1980 —1990-х років. Акторський склад було затверджено ще наприкінці 2014 року. За словами Олександра Невського, Марк Дакаскос намагався залучити для зйомок Моніку Беллуччі, а після її відмови її замінила Тіа Каррере.

## Критика
Фільм отримав виключно негативні оцінки від кінокритиків. Відзначалися погана акторська гра майже всіх, за винятком Каспера Ван Діна, погана операторська робота, низькопробні спецефекти і комп'ютерна графіка, низька якість постановки бойових сцен, незважаючи на присутність у фільмі фахівців з бойових мистецтв. Про фільм писали: «Ні глибини, ні сюжету — просто нарізка з мало пов'язаних між собою подій» (КГ-портал), «Шлак, в якому позоряться учасники бойовичка столітньої давності» (Алекс Екслер), «Непотреб, знятаий за вихідні з вантажниками на другорядних ролях» (BadComedian). Глядачі також негативно прийняли фільм — на сайті IMDb середній рейтинг склав 2,7 з 10, на сайті КиноПоиск — 2,6 з 10.